# Klondike Gold Rush National Historical Park

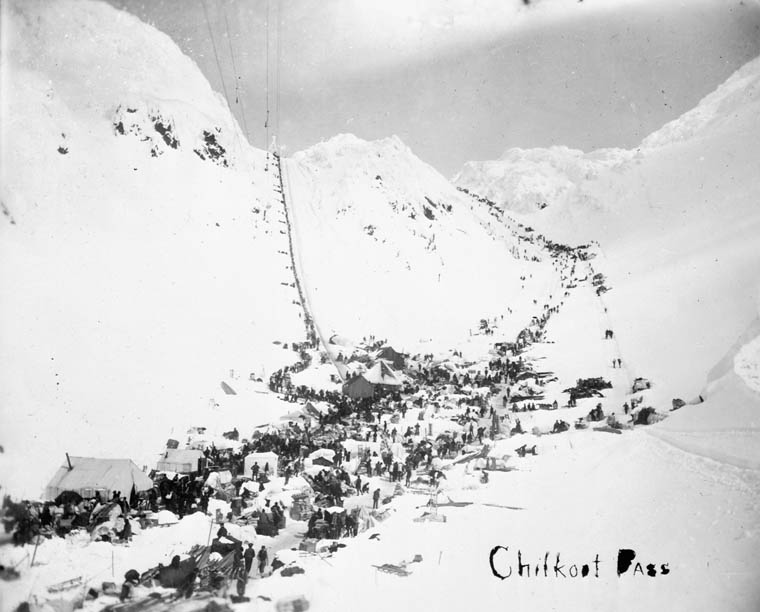
Căutători de aur care traversează în anul 1898 trecătoarea Chilkoot

Klondike Gold Rush National Historical Park este un parc național istoric din America de Nord cu o suprafață de 53,4 km², întemeiat la data de 3o iunie 1976, care reamintește perioada goanei după aur din secolul XIX care a avut loc în regiunea Klondike, Yukon situată pe valea Klondike River în apropiere de Dawson City. Parcul este împărțit în patru sectoare din care trei se află în Alaska în apropiere de Skagway iar un sector în apropiere de Seattle în statul Washington.